# Franz von Meran
Franz Ludwig Johann Baptist von Meran, in tedesco: Franz von Meran (Vienna, 11 marzo 1839 – Opatija, 27 marzo 1891), è stato un conte austriaco.
Era l'unico figlio del matrimonio morganatico tra l'arciduca Giovanni d'Asburgo-Lorena e la borghese Anna Plochl.

## Biografia

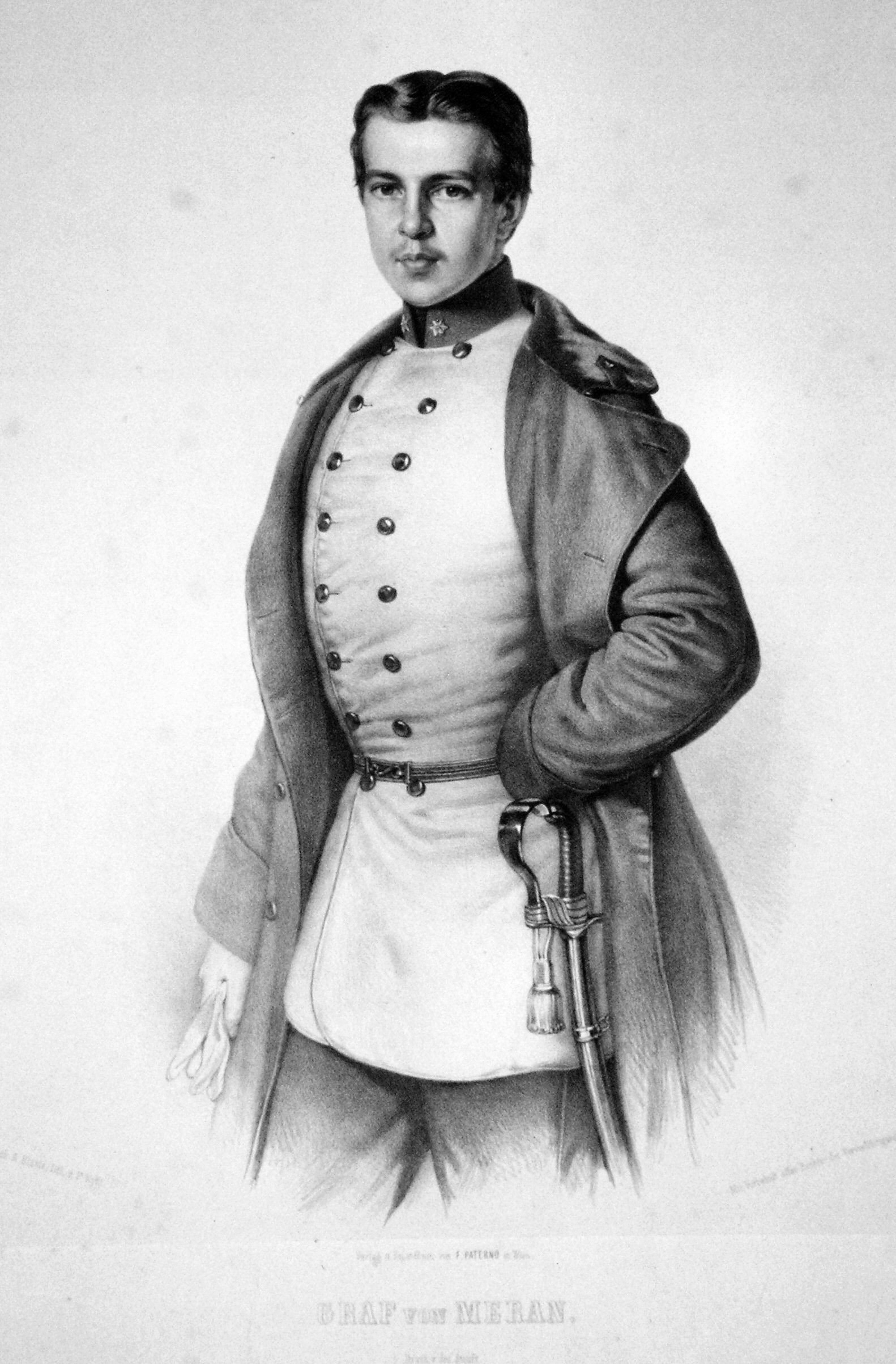
Il giovane Franz von Meran in uniforme militare austriaca. Litografia di Franz Eybl del 1855

Franz era l'unico figlio nato dal matrimonio morganatico tra Giovanni d'Asburgo-Lorena, arciduca d'Austria, e Anne Marie Josephine Plochl, figlia del maestro di posta di Aussee, creata dopo il loro matrimonio nel 1834 baronessa di Brandhofen e poi elevata nel 1850 al rango di contessa di Merano, titoli che ottenne anche Franz. Suo nonno era pertanto l'imperatore Leopoldo II del Sacro Romano Impero e suo zio l'imperatore Francesco I d'Austria.
Le particolari condizioni della sua nascita che lo rendevano si figlio legittimo, ma privo dei titoli e delle pretese al trono che aveva avuto suo padre in quanto fratello dell'imperatore Francesco I d'Austria, gli imposero un'educazione distante dalla corte imperiale viennese. Le cose cambiarono radicalmente sotto il regno di Ferdinando I in quanto, ancora bambino, venne designato landmann in Stiria, Carinzia, Carniola, Tirolo ed Austria, e gli venne accordato un seggio nella Camera dei Signori austriaca il 24 novembre 1842. Dopo la morte di suo padre al Palais Meran di Graz nel 1859, a lui passarono i manieri di Scena, Steinz e Gut Brandhof in un unico fedecommesso per i suoi discendenti.
Servì gli imperatori asburgici come ciambellano imperiale, membro del consiglio aulico e come generale dell'esercito austriaco. Nel 1868 venne creato cavaliere dell'Ordine del Toson d'oro. Lui ed i suoi discendenti furono 'Conti di Merano' e 'Baroni di Brandhofen'. Morì a Abbazia, ora Croazia, il 27 marzo 1891, all'età di 52 anni. La salma, riportata in Tirolo, venne sepolta nel Mausoleo dell'arciduca Giovanni a Scena.

## Matrimonio e figli
L'8 luglio 1862 a Ottenstein in Germania, sposò la contessa Theresia von Lamberg, secondogenita ed unica figlia femmina del conte Franz Philipp von Lamberg e della contessa Caroline Hoyos. Dal matrimonio della coppia nacquero sette figli:
- Contessa Anna Maria (1864−1935)
- Contessa Maria Johanna (1865−1935)
- Johann Stephan, conte di Merano (1867−1947), che sposò nel 1891 sua cugina, la Contessa Ladislaja von Lamberg; tra i loro nipoti vi sono il direttore d'orchestra Nikolaus Harnoncourt ed il politico Karl-Theodor zu Guttenberg
- Franz Peter (1868−1949), che nel 1902 sposò la Principessa Marie Johanna Franziska, figlia del Principe Aloisio del Liechtenstein e della Principessa Maria
- Contessa Karoline Johanna (1870−1944)
- Conte Rudolf Johann (1872−1959), che nel 1917 sposò la Principessa Johanna von Auersperg, nipote del Principe Adolf von Auersperg
- Albrecht Johann (1874−1928)

## Ascendenza
|                                    |              |                                        | Genitori                                          |  |  | Nonni |  |  | Bisnonni               |  |  | Trisnonni              |  |
|                                    |              |                                        |                                                   |  |  |       |  |  | Franz I von Lothringen |  |  | Leopold von Lothringen |  |
|                                    |              |                                        |                                                   |  |  |       |  |  | Franz I von Lothringen |  |  | Leopold von Lothringen |  |
|                                    |              | Élisabeth-Charlotte de Bourbon-Orléans |                                                   |  |  |       |  |  | Franz I von Lothringen |  |  |                        |  |
| Leopold II von Habsburg-Lothringen |              |                                        |                                                   |  |  |       |  |  | Franz I von Lothringen |  |  |                        |  |
|                                    |              | Maria Theresia von Österreich          | Karl VI von Österreich                            |  |  |       |  |  |                        |  |  |                        |  |
|                                    |              | Maria Theresia von Österreich          | Karl VI von Österreich                            |  |  |       |  |  |                        |  |  |                        |  |
|                                    |              | Maria Theresia von Österreich          | Elisabeth Christine von Braunschweig-Wolfenbüttel |  |  |       |  |  |                        |  |  |                        |  |
| Johann von Habsburg-Lothringen     |              | Maria Theresia von Österreich          |                                                   |  |  |       |  |  |                        |  |  |                        |  |
|                                    |              | Carlos III de España                   | Felipe V de España                                |  |  |       |  |  |                        |  |  |                        |  |
|                                    |              | Carlos III de España                   | Felipe V de España                                |  |  |       |  |  |                        |  |  |                        |  |
|                                    |              | Carlos III de España                   | Elisabetta Farnese                                |  |  |       |  |  |                        |  |  |                        |  |
| Maria Luisa di Borbone-Spagna      |              | Carlos III de España                   |                                                   |  |  |       |  |  |                        |  |  |                        |  |
|                                    |              | Maria Amalia von Sachsen               | August III von Polen                              |  |  |       |  |  |                        |  |  |                        |  |
|                                    |              | Maria Amalia von Sachsen               | August III von Polen                              |  |  |       |  |  |                        |  |  |                        |  |
|                                    |              | Maria Amalia von Sachsen               | Maria Josepha von Österreich                      |  |  |       |  |  |                        |  |  |                        |  |
| Franz von Meran                    |              | Maria Amalia von Sachsen               |                                                   |  |  |       |  |  |                        |  |  |                        |  |
|                                    | Jakob Plochl | …                                      |                                                   |  |  |       |  |  |                        |  |  |                        |  |
|                                    | Jakob Plochl | …                                      |                                                   |  |  |       |  |  |                        |  |  |                        |  |
|                                    | Jakob Plochl | …                                      |                                                   |  |  |       |  |  |                        |  |  |                        |  |
| Jakob Plochl                       | Jakob Plochl |                                        |                                                   |  |  |       |  |  |                        |  |  |                        |  |
|                                    |              | Maria Lubschen                         | …                                                 |  |  |       |  |  |                        |  |  |                        |  |
|                                    |              | Maria Lubschen                         | …                                                 |  |  |       |  |  |                        |  |  |                        |  |
|                                    |              | Maria Lubschen                         | …                                                 |  |  |       |  |  |                        |  |  |                        |  |
| Anna Maria Josephine Plochl        |              | Maria Lubschen                         |                                                   |  |  |       |  |  |                        |  |  |                        |  |
|                                    |              | Johann Pilz                            | …                                                 |  |  |       |  |  |                        |  |  |                        |  |
|                                    |              | Johann Pilz                            | …                                                 |  |  |       |  |  |                        |  |  |                        |  |
|                                    |              | Johann Pilz                            | …                                                 |  |  |       |  |  |                        |  |  |                        |  |
| Maria Anna Pilz                    |              | Johann Pilz                            |                                                   |  |  |       |  |  |                        |  |  |                        |  |
|                                    |              | Maria Ehrentrud Fürst                  | …                                                 |  |  |       |  |  |                        |  |  |                        |  |
|                                    |              | Maria Ehrentrud Fürst                  | …                                                 |  |  |       |  |  |                        |  |  |                        |  |
|                                    |              | Maria Ehrentrud Fürst                  | …                                                 |  |  |       |  |  |                        |  |  |                        |  |
|                                    |              | Maria Ehrentrud Fürst                  |                                                   |  |  |       |  |  |                        |  |  |                        |  |